# Abeba Abera Bune
Abeba Abera Bune (* 19. Dezember 2000) ist eine äthiopische Speerwerferin.

## Sportliche Laufbahn
Erste internationale Erfahrungen sammelte Abeba Abera Bune bei den Afrikaspielen 2019 in Rabat, bei denen sie mit einer Weite von 44,03 m den zehnten Platz belegte.
2019 wurde Bunde äthiopische Meisterin im Speerwurf.